# Frequenzplan
In der Funktechnik beschreibt ein Frequenzplan – auch Bandplan oder Wellenplan genannt – die Aufteilung der Frequenzen bzw. Frequenzbereiche des elektromagnetisches Spektrums in verschiedene Nutzungsbereiche und wie diese genutzt werden dürfen. Beispielsweise werden darin dem Rundfunk als Funkdienst geeignete Rundfunkbänder amtlich zugewiesen.
Den globalen Rahmen dafür bildet der jeweils gültige Internationale Frequenzplan. Ein Frequenzplan kann z. B. folgende Informationen enthalten:
- Aufteilung in Kanäle oder kleinere Frequenzbereiche
- Nummerierung der Kanäle – Bezeichnung (z. B. Nummer, Buchstabe, …) der Kanäle
- Mittenfrequenzen der Kanäle oder Frequenzbereiche
- Bandbreite der Kanäle oder der erlaubten Aussendung (wenn keine Kanäle definiert sind)
- spektrale Ausnutzung der erlaubten Bandbreite (wie muss die Aussendung um die Mittenfrequenz spektral gedämpft sein)
- erlaubte Modulationsarten im Frequenzbereich bzw. Kanal
- erlaubte Betriebsart
- Priorität von Betriebsarten oder Inhalten bei gemeinschaftlicher Nutzung eines Frequenzbereiches.

Frequenzpläne sollen die Frequenznutzungen ordnen und die Störungen zwischen verschiedenen Nutzern desselben Frequenzbereiches möglichst gering halten.

## Internationale Frequenzpläne
Ein Internationaler Frequenzplan (Wellenplan) ist ein Abkommen zur Festlegung der Sendefrequenzen und Sendeleistungen in einem bestimmten Frequenzband. Ein Frequenzplan muss die Interessen der Senderbetreiber unter dem Aspekt der beschränkten Anzahl zur Verfügung stehender Frequenzen berücksichtigen.
Die Erstellung eines Frequenzplans für Frequenzbereiche mit länderübergreifender Reichweite (Lang-, Mittel- und Kurzwelle) ist stets eine komplizierte internationale Angelegenheit, da Hoheitsrechte und Sicherheitsaspekte davon berührt werden. Zuständig für die weltweite Zuweisung von Funkfrequenzen ist die Internationale Fernmeldeunion (ITU), die dazu Weltfunkkonferenzen abhält und das Ergebnis in der VO Funk festhält. Darüber hinaus organisiert sie Regionalkonferenzen, die aber die VO Funk nicht eigenmächtig verändern können.
Am 23. November 1978 trat der Genfer Wellenplan in Kraft, nach diesem dürfen in Deutschland im Lang- und Mittelwellenbereich nicht mehr als 25 Sender mit mehr als 100 kW, 63 Sender mit 1–100 kW und 81 Sender mit weniger als 1 kW Leistung betrieben werden.

### Internationale und Regionale Frequenzpläne

#### Mittel-/Langwelle

##### Weltrundfunkverein
- Genfer Wellenplan (1926) Genf 1925/Paris 1926 (in Kraft 14. November 1926; 510–1490 kHz)[4]
- Brüssel 1928[5]

##### Internationale Fernmeldeunion
- Prag 1929[6]
- Luzerner Wellenplan (1933)[7]
- Montreux 1939[8]
- Kopenhagener Wellenplan (1948)[9]
- Genfer Wellenplan (1975)[10]
- Genfer Wellenplan (1984)[11]

#### UKW/TV(analog)
- Stockholm 1952[12]
- Stockholm 1961[13]
- Genf (1. Juli 1987)

#### DAB/DVB-T(digital)
- GE06-Abkommen von der Regional Radiocommunication Conference 2006[14]

## Nationale Frequenzpläne

### Deutschland
Die Frequenzzuweisungstabelle für die Bundesrepublik Deutschland (kurz Frequenzplan) enthält die Zuweisung der Frequenzbereiche an einzelne Funkdienste und an andere Anwendungen elektromagnetischer Wellen. Sie gibt eine Übersicht über alle Nutzungen im Frequenzbereich von 8,3 kHz bis 3 THz. Sie bestimmt auch die Nutzungen und darauf bezogene nähere Festlegungen.
Verschiedenen Nutzungen zugewiesene Frequenzteilbereiche können sich dabei überlappen oder sogar übereinstimmen. In der Zuweisungstabelle wird zwischen primären und sekundären Funkdiensten unterschieden: Wenn ein Funkdienst eine Frequenz nur sekundär nutzen darf, darf er dabei keine primäre Nutzung stören (§ 3 der Frequenzverordnung).
Die Frequenzzuweisungstabelle enthält auch Angaben über „Sonstige Funkanwendungen und andere Anwendungen elektromagnetischer Wellen“; das sind induktive und Infrarot-Funkanwendungen, ISM-Anwendungen (industrielle, wissenschaftliche (englisch scientific), medizinische Anwendungen), Telekommunikations-Anlagen und -Netze sowie Zwischenfrequenzen für Ton- und Fernsehrundfunkempfänger.
Die Frequenzzuweisungstabelle bildet die Grundlage für alle Frequenzzuteilungen, die für eine Frequenznutzung erforderlich sind. Sie ist Anlage der Frequenzverordnung, die auf der Grundlage von § 53 des Telekommunikationsgesetzes a.F. erlassen wurde.

### Österreich
In Österreich wird der Frequenznutzungsplan vom Bundesministerium für Verkehr, Innovation und Technologie publiziert. Er legt die Frequenznutzungen sowie die erforderlichen Nutzungsbedingungen im Frequenzspektrum bis 3.000 GHz fest. Geplante künftige Frequenznutzungen sind ebenso enthalten.

### Schweiz
Der Frequenznutzungsplan heißt in der Schweiz Nationaler Frequenzzuweisungsplan (NaFZ) und wird von der BAKOM publiziert.

### Liechtenstein
Der nationale Frequenzzuweisungsplan wird in Liechtenstein vom Amt für Kommunikation (AK) erstellt.

### Belgien
Der belgische Frequenzplan ist in der Webpräsenz des Belgischen Instituts für Postdienste und Telekommunikation einsehbar.

### Italien
In Italien wird der Frequenzplan unter der Bezeichnung Piano nazionale di ripartizione delle frequenze (PNRF) vom Ministerium für wirtschaftliche Entwicklung veröffentlicht.

## Frequenzplan im Amateurfunkdienst
Die Frequenzpläne für den Amateurfunkdienst werden international von der International Amateur Radio Union (IARU) herausgegeben und fortgeschrieben. Sie sind Empfehlungen und nicht rechtsverbindlich. Ein Bandplan empfiehlt für einzelne Teile eines Amateurbandes eine maximale Bandbreite sowie Modulationsarten. Früher wurden die in einzelnen Bandsegmenten empfohlenen Modulationsarten noch detaillierter empfohlen. Es ergaben sich aber zunehmend Probleme bei der Implementierung neu entwickelter Modulationsarten.
Die Frequenzpläne sind nur für die Mitglieder ihres jeweiligen nationalen in der IARU organisierten Verbandes verbindlich. In Deutschland ist das der Deutsche Amateur-Radio-Club, in Österreich der ÖVSV, in der Schweiz die USKA. Obwohl die Kenntnis der Frequenzpläne Bestandteil der Prüfung zum Amateurfunkzeugnis beispielsweise in Deutschland ist, werden Nichtbeachtungen des Frequenzplans von der zuständigen Fachbehörde, der Bundesnetzagentur, nicht verfolgt.
Bei Amateurfunkwettbewerben werden die Empfehlungen der Frequenzpläne oft nicht beachtet. Einzelne Veranstalter solcher Wettbewerbe haben versucht, die Einhaltung der Frequenzpläne während Wettbewerben zu kontrollieren, jedoch ohne Erfolg. So werden regelmäßig während Wettbewerben im Amateurfunk-Fernschreiben die für die Beobachtung des Funkwetters wichtigen Funkbaken im 14-MHz-Bereich bis zur Unbrauchbarkeit gestört.

### Allgemein Internationale und Regionale Frequenzpläne
- Geschichte der Festlegung von Rundfunkfrequenzen
- Vollständige Liste von ITU-Funkplanungskonferenzen

### Amateurfunkdienst
- IARU-Bandplan für die Amateurbänder im Kurzwellenspektrum
- Bandpläne für die übrigen Amateurbänder
- Bandplan für Österreich